# Para leer El Capital
Para leer El Capital (en francés: Lire le Capital) es un libro sobre El capital de Karl Marx escrito en 1965 por los filósofos Louis Althusser, Étienne Balibar Jacques Rancière, el sociólogo Roger Establet y el crítico Pierre Macherey. El libro fue publicado por primera vez en Francia por François Maspero. El libro fue influyente entre los intelectuales.

## Resumen
El filósofo Louis Althusser y sus coautores (el filósofo Étienne Balibar, el sociólogo Roger Establet, el filósofo Jacques Rancière y el crítico Pierre Macherey) analizan El capital (1867-1883) de Karl Marx y temas como la teoría del valor-trabajo, el materialismo dialéctico y el materialismo histórico. Rancière señala que su contribución se basa en Pour Marx (1965) de Althusser.

## Historial de publicaciones
Para leer El Capital fue publicado por primera vez en francés por François Maspero en 1965. En 1968 siguió una edición abreviada en francés de François Maspero. También se publicó una traducción italiana abreviada. New Left Books publicó en 1970 una traducción abreviada al inglés de Ben Brewster. Verso Books publicó en 2015 una traducción íntegra al inglés de Ben Brewster y David Fernbach.

## Recepción
Junto con Para Marx (1965) de Althusser, Para leer El Capital atrajo la atención de los intelectuales franceses sobre Althusser y atrajo a un importante número de lectores internacionales. La aparición de Para leer El Capital y Para Marx en traducción al inglés influyó en el desarrollo del pensamiento marxista en el mundo anglófono a lo largo de la década de 1970. 
El economista marxista Harry Cleaver escribió que Althusser y sus coautores proporcionaron una de las reinterpretaciones filosóficas más influyentes políticamente de El capital que hicieron los marxistas en las décadas de 1960 y 1970. Sin embargo, consideró lamentable su influencia y escribió que en Para Marx y Para leer El Capital, el objetivo de Althusser era revitalizar el materialismo dialéctico "como una ideología para mediar en las prácticas políticas ampliamente desacreditadas del Partido Comunista Francés". Acusó a Althusser de ignorar las luchas de la clase trabajadora en favor de una "ciencia de la historia" abstracta, y señaló que el propio Althusser admitió que Para leer El Capital ignoró en gran medida la lucha de clases.
William S. Lewis describió Para leer El Capital como la culminación de la relectura de Marx que Althusser inició en 1953. Lo consideró un texto teóricamente sofisticado. Sin embargo, sugirió que la dificultad del trabajo respaldaba la acusación de que Althusser aspiraba al "vanguardismo leninista" y quería "un cuadro pequeño y teóricamente sofisticado" para "dirigir la revolución", y expresó su acuerdo con la opinión del historiador Eric Hobsbawm de que el libro demostró que Althusser era un "lector de Marx extremadamente selectivo".
El economista Alain Lipietz señaló además que, si bien Para leer El Capital ayudó a desvincular al marxismo francés de una simplificación excesiva, un determinismo y un mecanicismo heredados del período estalinista, también oscureció y censuró el primer capítulo de El capital, en el que Marx analizaba la relación entre mercancía y dinero.